# Шахов, Александр Николаевич (генерал-майор МВД РФ)
Александр Николаевич Шахов (16 ноября 1949, Куйбышев) — российский военный и общественный деятель, генерал-майор МВД России в отставке. С 1999 по 2002 год начальник ГУВД Тольятти, с 2002 по 2011 год заместитель начальника главного управления внутренних дел по Самарской области. В 2012 году баллотировался на пост мэра города Тольятти, заняв второе место.

## Биография
- Родился 16 ноября 1949 года, в городе Куйбышев (ныне Самара)[1]
- С 1964 года, член комсомола ВЛКСМ
- В 1976 году, окончил Куйбышевский авиационный институт[1]
- В 1977 году, по распределению райкома комсомола был направлен ОВД Ленинского района г. Куйбышева на должность инспектора уголовного розыска[1]
- С 1979 по 1983 год, служба в управлении уголовного розыска Куйбышевского облисполкома, член КПСС[1]
- В 1983 командирован в Тольятти, на должность начальника уголовного розыска ОВД Центрального района, где впоследствии был назначен начальником РУВД Центрального района. В 1986 году, от УВД окончил Академию МВД СССР. В начале 90-х происходит распад СССР, в городе разворачивается Тольяттинская криминальная война.[1]
- С 1996 по 1999 год, первый заместитель начальника управления — начальник криминальной милиции УВД г. Тольятти.[1]
- С 1999 по 2002 год, начальник УВД г. Тольятти[1]
- С 2002 по 2011 год, командирован в Самару на должность заместителя начальника главного управления  милиции общественной безопасности МОБ УВД Самарской области.[1]

8 апреля 2011 года , генерал-майор милиции Александр Шахов, Указом Президента России освобождён от занимаемой должности.
С 2011 по 2012 год, заместитель руководителя департамента общественной безопасности Правительства Самарской области.
4 марта 2012 года, от Общероссийского народного фронта, выдвинутый партией Единая Россия, баллотировался  кандидатом на пост мэра Тольятти, в первом туре получив 36,49 % (122753 голосов) 18 марта этого года во втором туре получил 40,06 % (86096 голосов), уступив первенство лидеру общественного движения «Декабрь» Сергею Андрееву
Октябрь 2012 — апрель 2016 год, начальник службы экономической безопасности ЗАО КБ ФИА БАНК
4 октября 2016 года избран председателем Общественного Совета при ГУ МВД России по Самарской области.

### Семья
Женат, супруга Елена, двое сыновей. Второй сын Николай Шахов — работает в банке Самары, до этого работал помощником председателя Тольяттинской городской думы Д. Микеля, член политсовета местного отделения партии Единая Россия.

## Награды
| - Медаль ордена «За заслуги перед Отечеством» II степени - Медаль «За отличную службу в охране общественного порядкa - Медаль «За безупречную службу в органах внутренних дел» I, II, III степени - Медаль «За доблесть в службе» (МВД) - Медаль «За воинскую доблесть» (МВД) | - Медаль «За заслуги в проведении Всероссийской переписи населения» 2003 года - Медаль «200 лет МВД России» - Медаль участник боевых действий на Северном Кавказе - Нагрудный знак Почётный сотрудник МВД России - Именным холодным и огнестрельным оружием |